# العلاقات الفلبينية الإريترية
العلاقات الفلبينية الإريترية هي العلاقات الثنائية التي تجمع بين الفلبين وإريتريا.

## مقارنة بين البلدين
هذه مقارنة عامة ومرجعية للدولتين:
| وجه المقارنة                                              | الفلبين                       | إريتريا                                      |
| --------------------------------------------------------- | ----------------------------- | -------------------------------------------- |
| المساحة (كم2)                                             | 343.45 ألف                    | 117.60 ألف                                   |
| عدد السكان (نسمة)                                         | 104.92 مليون                  | 6.33 مليون                                   |
| الكثافة السكانية (ن./كم²)                                 | 305.49                        | 53.83                                        |
| العاصمة                                                   | مانيلا                        | أسمرة                                        |
| اللغة الرسمية                                             | اللغة الفلبينية، لغة إنجليزية | اللغة التغرينية، اللغة العربية، لغة إنجليزية |
| العملة                                                    | بيسو فلبيني                   | ناكفا                                        |
| الناتج المحلي الإجمالي (بليون دولار)                      | 313.60 مليار                  | 2.61 مليار                                   |
| الناتج المحلي الإجمالي (تعادل القوة الشرائية) بليون دولار | 743.90 مليار                  |                                              |
| الناتج المحلي الإجمالي الاسمي للفرد دولار أمريكي          | 2.90 ألف                      |                                              |
| الناتج المحلي الإجمالي للفرد دولار أمريكي                 | 7.39 ألف                      |                                              |
| مؤشر التنمية البشرية                                      | 0.668                         | 0.391                                        |
| رمز المكالمات الدولي                                      | +63                           | +291                                         |
| رمز الإنترنت                                              | .ph                           | .er                                          |
| المنطقة الزمنية                                           | توقيت الفلبين                 | ت ع م+03:00                                  |

## منظمات دولية مشتركة
يشترك البلدان في عضوية مجموعة من المنظمات الدولية، منها:
| علم المنظمة | اسم المنظمة                        | تاريخ انضمام الفلبين | تاريخ انضمام إريتريا |
| ----------- | ---------------------------------- | -------------------- | -------------------- |
|             | مؤسسة التمويل الدولية              | 12 أغسطس 1957        | 11 أكتوبر 1995       |
|             | منظمة حظر الأسلحة الكيميائية       | ?                    | ?                    |
|             | يونسكو                             | 21 نوفمبر 1946       | 2 سبتمبر 1993        |
|             | الاتحاد الدولي للاتصالات           | 25 مايو 1912         | 6 أغسطس 1993         |
|             | الأمم المتحدة                      | 24 أكتوبر 1945       | 28 مايو 1993         |
|             | منظمة الشرطة الجنائية الدولية      | ?                    | ?                    |
|             | البنك الدولي للإنشاء والتعمير      | 27 ديسمبر 1945       | 6 يوليو 1994         |
|             | الاتحاد البريدي العالمي            | ?                    | ?                    |
|             | مؤسسة التنمية الدولية              | 28 أكتوبر 1960       | 6 يوليو 1994         |
|             | وكالة ضمان الاستثمار متعدد الأطراف | 8 فبراير 1994        | 10 سبتمبر 1996       |

## وصلات خارجية
- موقع وزارة الخارجية الفلبينية